# 多枝乌头
多枝乌头（学名：Aconitum ramulosum），为毛茛科乌头属下的一个植物种。